# Straßenbahn Lübeck

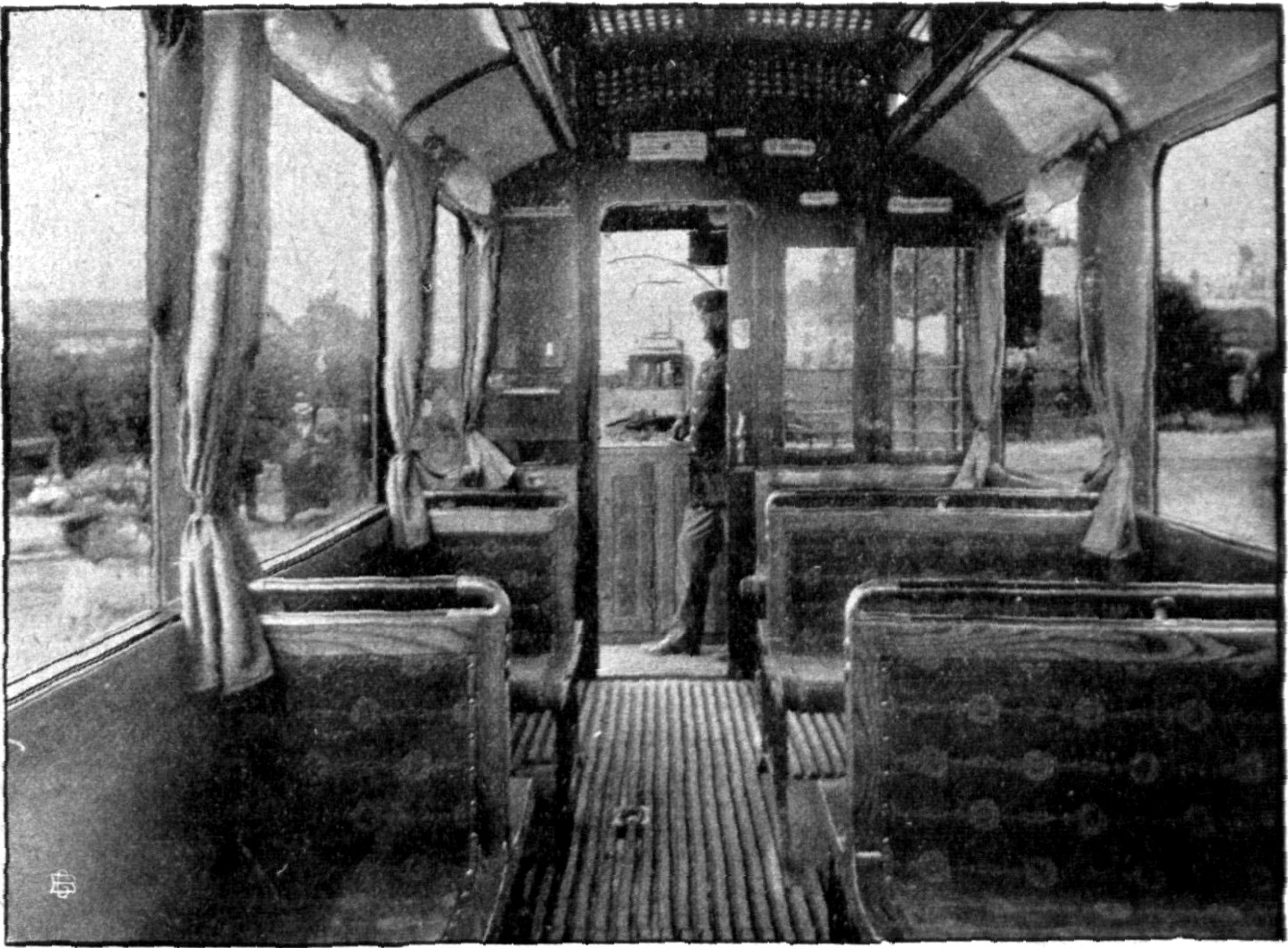
Innenansicht eines Wagens um 1905

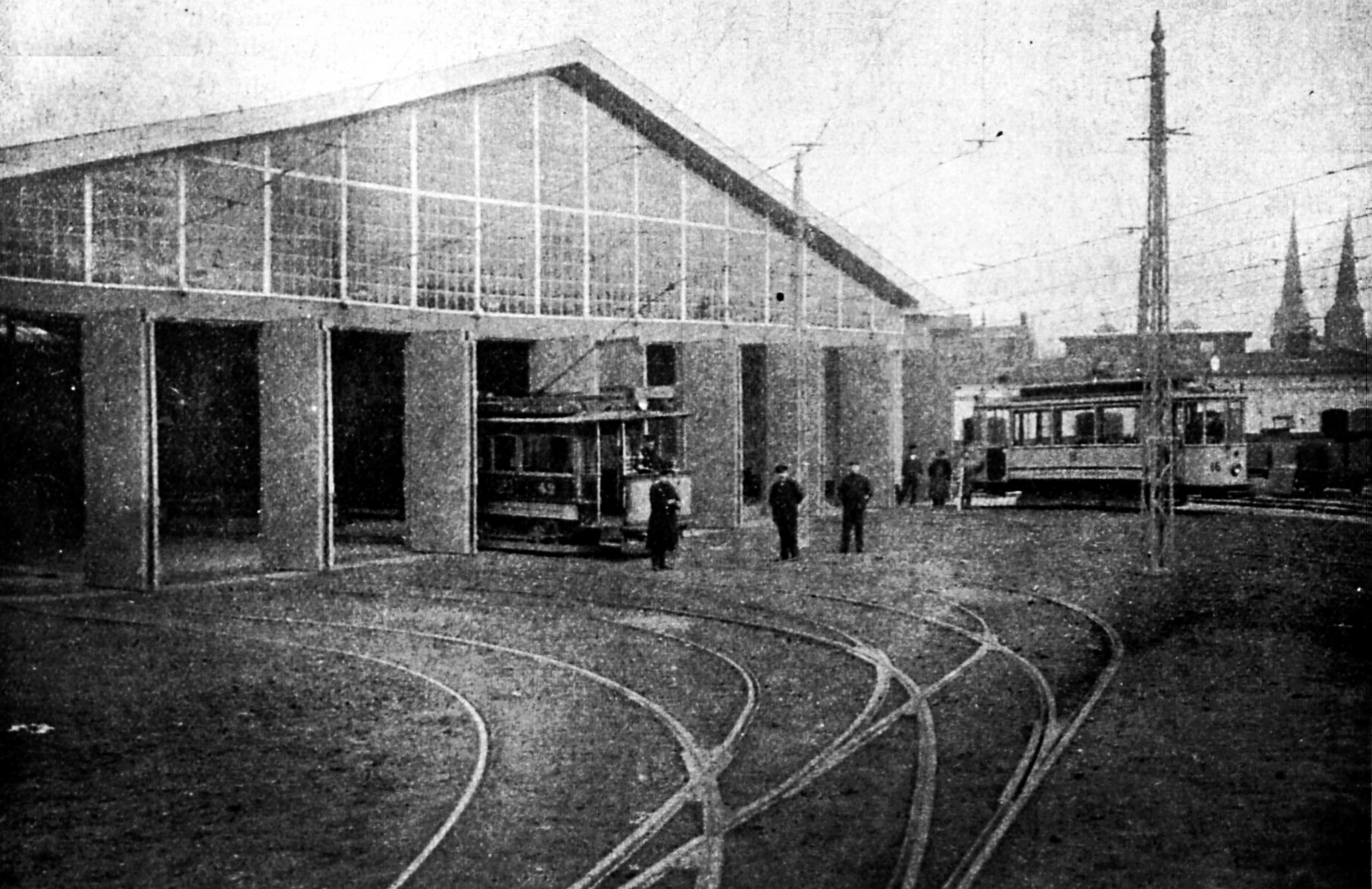
Wagenhalle an der Finkenstraße um 1911

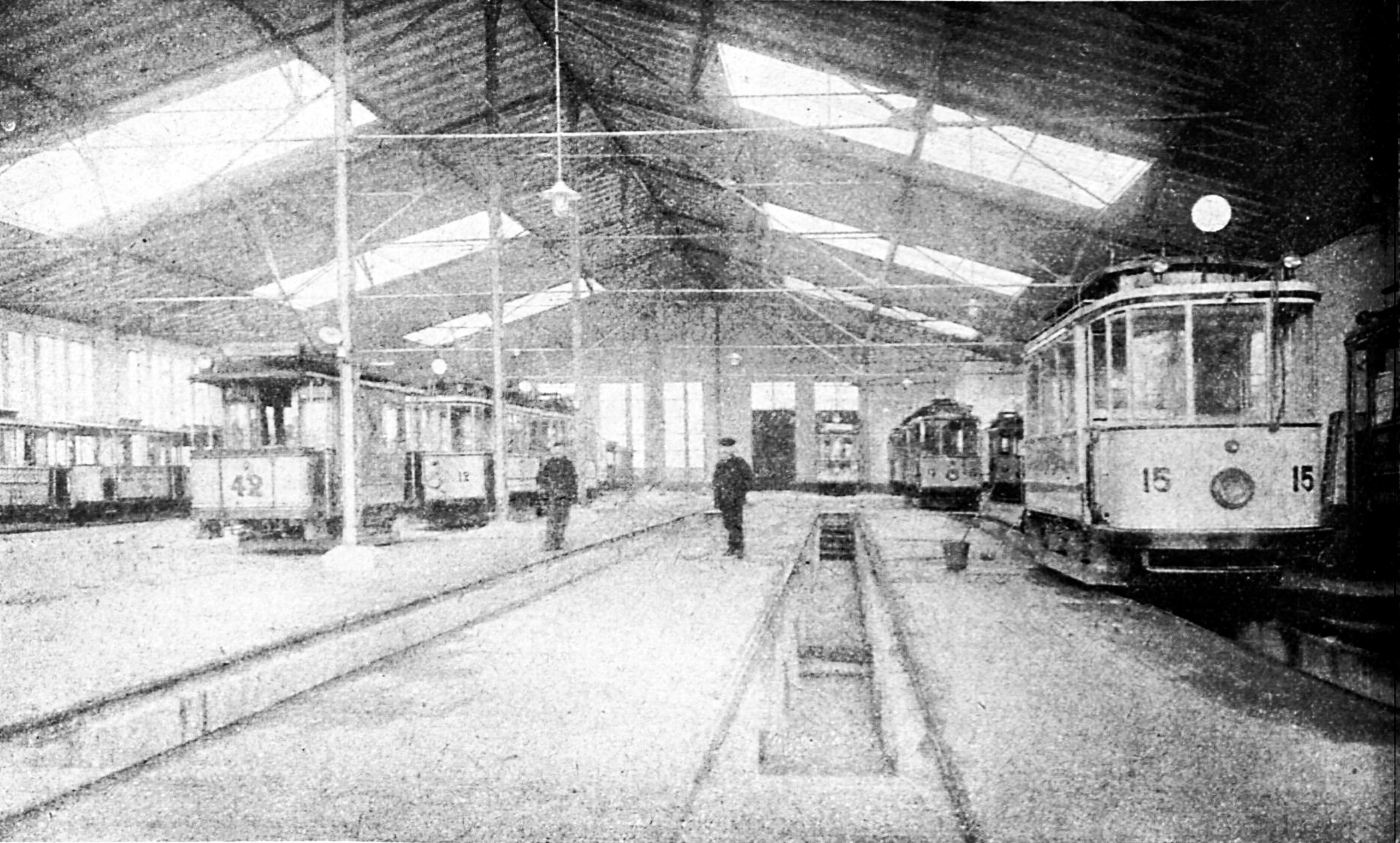
Das Innere einer Wagenhalle

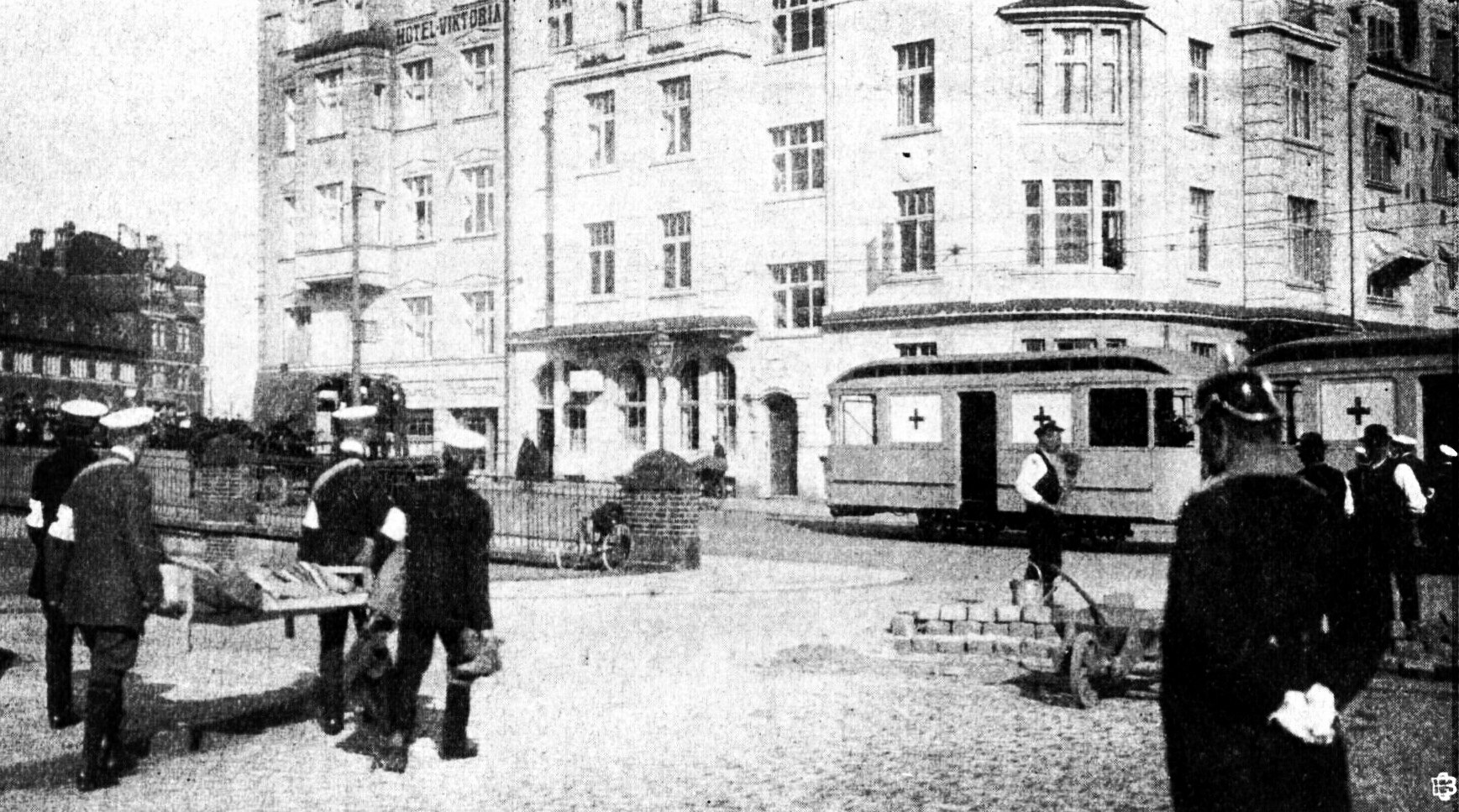
Lazarettwagen im Ersten Weltkrieg

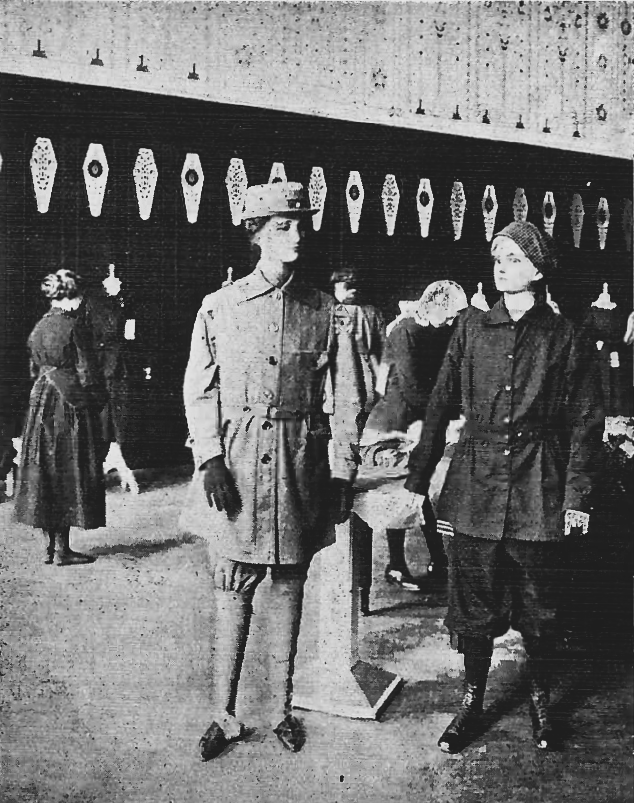
Berufskleidung für Straßenbahnschaffnerin und Schwerarbeiterin in der Ausstellung von Berufskleidern arbeitender Frauen (1917)

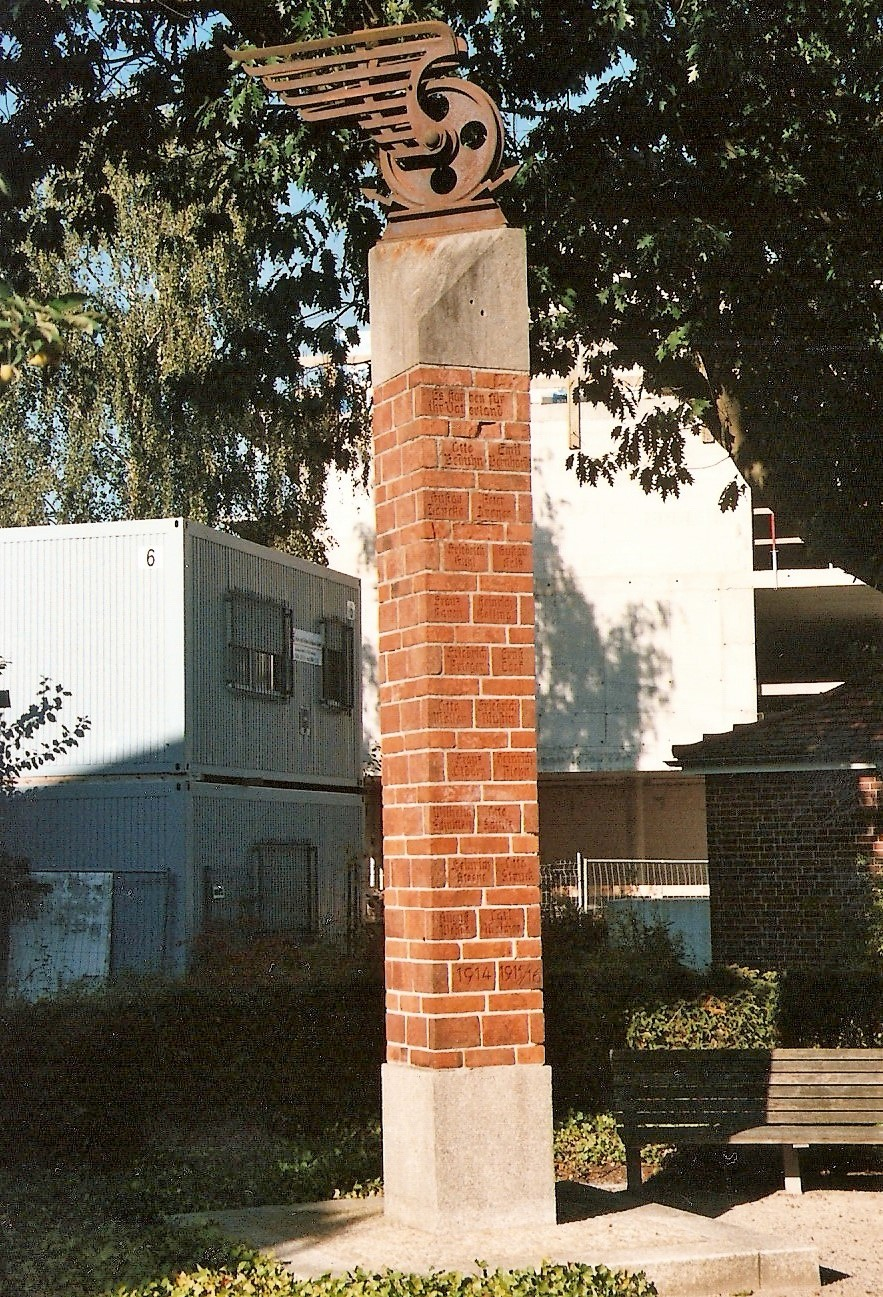
Denkmal (1935) für die gefallenen Straßenbahner vor dem einstigen Areal des Depots im Stadtteil St. Gertrud, Roeckstraße

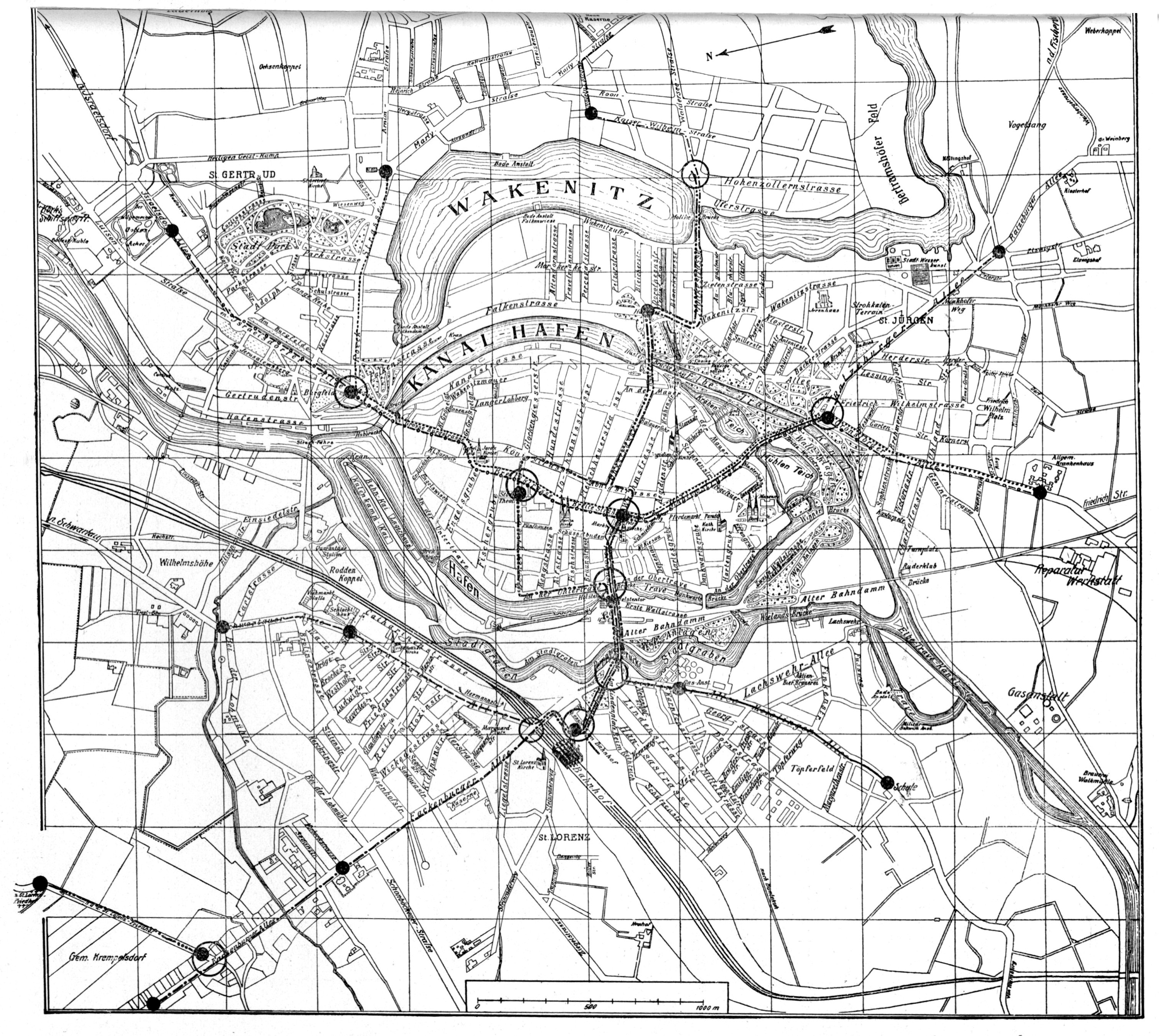
Straßenbahnnetz um 1910

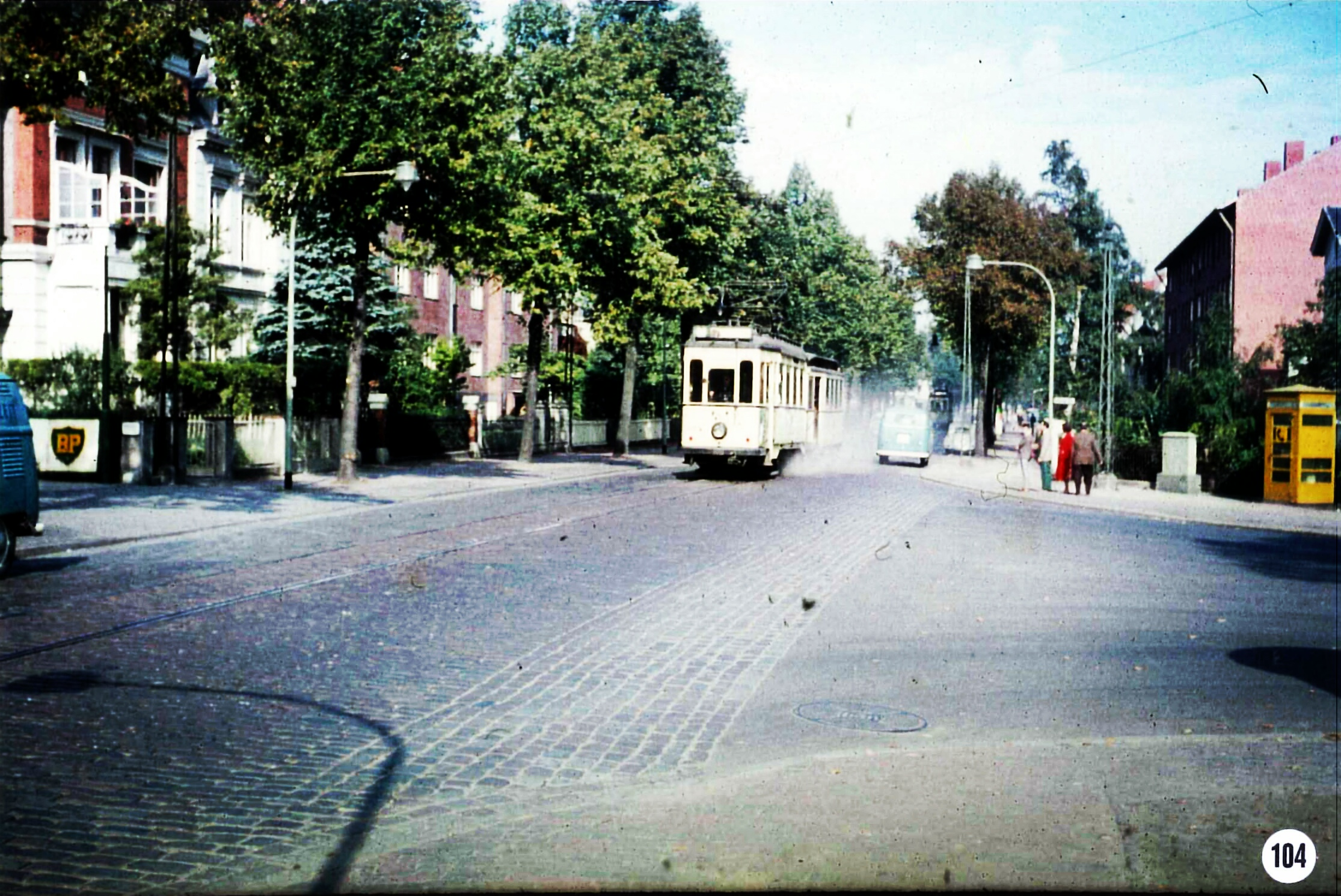
Überführung am 26. September 1959 zur Verschrottung, Aufnahme Moislinger Allee, stadtauswärtsfahrend

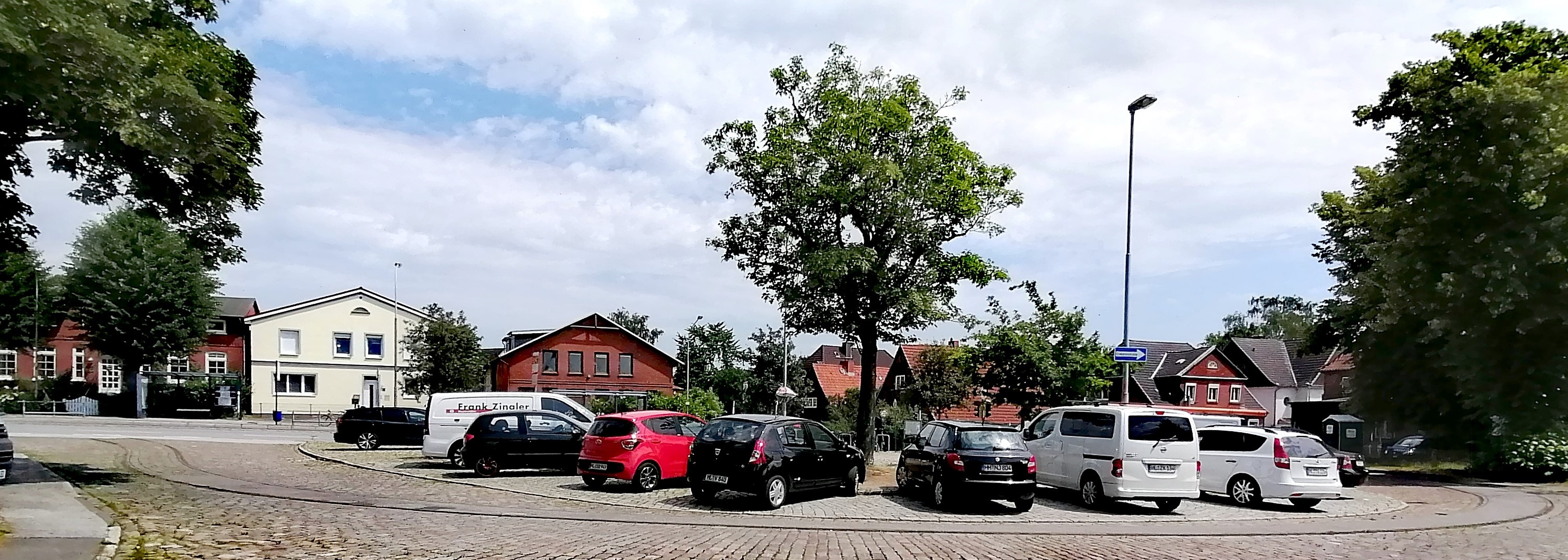
Ehem. Wendeschleife der Linie 15 am Markt in Schlutup (2022)

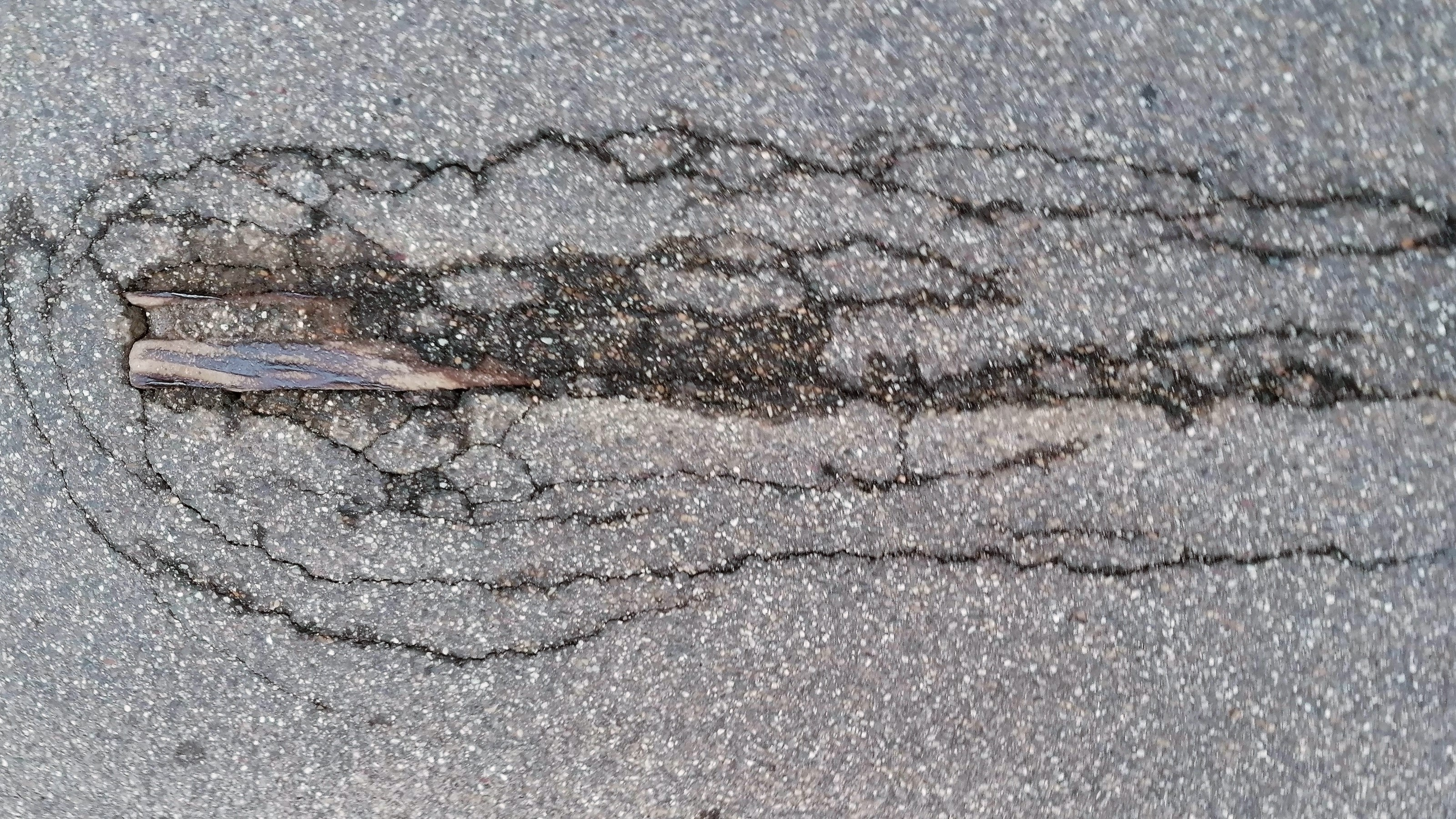
Schiene in der Beckergrube (2023)

Die Straßenbahn Lübeck in der Hansestadt Lübeck bestand von 1881 bis 1959. Die Spurweite der Lübecker Straßenbahn betrug von Anfang an – wie bei der Straßenbahn in Kiel und Braunschweig – 1100 mm und geht zurück auf die metrische Umrechnung der 3½ englischen Fuß oder 42 englischen Zoll Schienenkopfinnenabstand der Kapspur, was exakt 1067 Millimeter sind.

## Geschichte
In der damals etwas über 50.000 Einwohner zählenden Stadt hatte im Dienste der Allgemeinheit Hermann Wilhelm Fehling die Errichtung einer Pferdebahn in die Wege geleitet. Die Strecke führte vom Kolosseum an der Kronsforder Allee über Mühlenstraße, Breite Straße, Koberg, Große Burgstraße zum Tannenhof an der Israelsdorfer Allee, mit einem Abzweig zur Roeckstraße, wo eine Stallung errichtet wurde. Am 30. April 1881 wurde auf einer ersten Teilstrecke der Verkehr aufgenommen, die gesamte Strecke wurde kurze Zeit später nach Beendigung der Bauarbeiten am 15. Mai festlich eröffnet. Am 7. Juni folgte eine Zweigstrecke vom Markt über die Holstentorbrücke und den Lindenplatz in die Fackenburger Allee (Höhe Waisenhof) und die Moislinger Allee (Höhe Lachswehrallee) bei der V. St.-Lorenz-Schule. Dabei wurde die Lübeck-Büchener Eisenbahn, deren Bahndamm auf der späteren Possehlstraße lag, höhengleich gekreuzt. Durch Übernahme von Zinsgarantien konnten die Bürger erreichen, dass letztere Strecke nicht nur erhalten, sondern sogar zur Finkenstraße verlängert werden konnte.
Der Betrieb war nur am Anfang rentabel. Nach Erweiterung des Streckennetzes konnte nach 1882 keine Dividende mehr ausgezahlt werden. 1886 wurde versucht, Kosten durch Einführung von Einheitspreisen und „Einmannwagen“ (Betrieb ohne Schaffner) zu sparen. 1893 wurde die Lübecker Pferde-Eisenbahn-Gesellschaft durch eine Berliner Gesellschaft übernommen, um den Betrieb als elektrische Straßenbahn zu führen. Dazu wurde die Betriebsführung der Allgemeinen Lokal- und Straßenbahn AG (ALSAG) in Berlin übertragen, die die Strecken elektrifizierte und den Verkehr durchführte. Am 12. Mai 1894 wurde der Betrieb auf der ersten Linie aufgenommen. Die Wagen verkehrten im Einmannbetrieb mit Zahlkästen. Für die elektrischen Fahrzeuge wurde gegenüber der bisherigen Halle an der Roeckstraße ein neues Depot errichtet.
Für die Deutsch-Nordische Handels- und Industrie-Ausstellung entstand 1895 auf dem Marlier Feld eine „Ausstellungsbahn“, die vom 21. Juni bis Mitte Oktober betrieben wurde.
Die ALSAG bot die auf sie konzessionierte Straßenbahn nach einigen Verhandlungen mit der Stadt Lübeck im Jahr 1902 zum Kauf an. Eine Einigung kam allerdings nicht zustande. Damit der Bau einer Strecke vom Bahnhof nach Marli, die die ALSAG für unrentabel hielt, durchgeführt werden konnte, erhielt der Baurat Ferdinand Wallbrecht als Eigentümer mehrerer dort gelegener Baugrundstücke die Konzession zum Bau und Betrieb der „Marlibahn“ von der Untertrave über Beckergrube, Königstraße, Hüxstraße, Moltkestraße zur Kaserne auf Marli. In der späteren Goebenstraße, an der Endhaltestelle auf Marli, stand von 1905 bis 1925 eine weitere Wagenhalle. Am 9. Juni 1905 wurde der Betrieb auf der 4,2 km langen Strecke eröffnet, die als „Lübecker Straßenbahn“ firmierte. Auch hier verkehrten Einmannwagen, allerdings mit einer Art Automat, der die Fahrkarten ausgab. Diese Strecke war entgegen den Erwartungen der ALSAG rentabel. Die neue Bahn wurde 1908 von der Stadt Lübeck für 380.000 Mark gekauft.
Nach weiteren Verhandlungen zwischen ALSAG und der Stadt Lübeck einigte man sich 1909 auf den Kauf der ALSAG-Straßenbahn für 3,6 Millionen Mark. Ab dem 1. April 1909 wurde der gesamte Straßenbahnbetrieb als städtische „Lübecker Straßenbahn“ geführt. Die Waggonfabrik Lindner entwickelte sich zu ihrem „Hauslieferanten“.
Weitere Strecken wurden nun eröffnet: 1911 zum Moislinger Baum, zum Vorwerker Friedhof, zur Ratzeburger Allee und zur Hansastraße, die den inneren Stadtbereich gut erschlossen. 1912 wurden Überlandlinien nach Kücknitz mit Zweigstrecke nach Schlutup (1914) sowie nach (Bad) Schwartau eröffnet. Der Einheitstarif wurde zum 1. Februar 1911 durch einen Zonentarif ersetzt, der den Einsatz von Schaffnern erforderte. Die Zahl der Einwohner war bedingt durch die Industrialisierung auf über 100.000 gestiegen. Bis 1914 wuchs das Streckennetz auf 15 Linien an. Die bereits geplante Verlängerung von Kücknitz nach Travemünde unterblieb wegen des Ersten Weltkrieges und der sich anschließenden Notzeiten. Ein neuer Betriebshof mit Werkstatt wurde an der Finkenstraße errichtet.
1924 wurde die Strecke zum Hochofenwerk in Herrenwyk eröffnet, 1925 gab es Streckenverlängerungen in der Ratzeburger Allee (Weißer Engel bis Weberkoppel) und Fackenburger Allee, am 15. Juli 1926 vom Moislinger Baum bis zur Schule, und am 15. Mai 1928 erfolgte in der Kronsforder Allee die Verlängerung vom Krankenhaus bis zur Feldstraße. Damit war die größte Ausdehnung des Netzes erreicht.
Die ersten Eigenbauten erhielt die Flotte in Form von zwei Beiwagen im Jahr 1914. Zur Beförderung der Schlutuper Fischfrauen und ihrer Fischkörbe konstruierte man zuerst zwei Wagen (166, 167) die mit Mitteleinstieg und Längsbänken versehen waren. Umgangssprachlich wurden diese Wagen „Zeppelinwagen“ genannt, im offiziellen Sprachgebrauch hießen sie „Fischwagen“. Ein dritter entstand 1916. Zu Beginn des Weltkrieges wurden die ersten beiden Wagen zu Lazarettwagen umgerüstet. Alle drei Wagen wurden 1949 ausgemustert.
Aufgrund des Männermangels während des Ersten Weltkriegs mussten Frauen Arbeit von Männern übernehmen; 1917 gab es 48 Wagenführerinnen und 156 Schaffnerinnen, die zuvor erst ausgebildet werden mussten. Die nebenstehende Abbildung zeigte Beispiele aus der vom Verein für deutsche Frauenkleidung und Frauenkultur im Grünen Saal des Stadttheaters während der spielfreien Zeit veranstalteten „Ausstellung von Berufskleidern für arbeitende Frauen“.
Ab 1925 betrieb die Straßenbahn auch Buslinien. In den 1930er Jahren wurde wie in vielen anderen Städten auch ein Ersatz der Straßenbahn durch Omnibusse geplant, auch bedingt durch die engen Straßen in der Altstadt. Die Strecken Richtung Marli, Vorwerker Friedhof, Landgraben, Hansering und Ostkrankenhaus wurden stillgelegt. Die sich zuspitzende politische Lage verbot weitere Einstellungen, durch die Abgabe von Bussen und Fahrern an die Wehrmacht musste der Straßenbahnverkehr teilweise wieder aufgenommen werden.
Am 1. Januar 1941 wurde die Organisation des Verkehrsbetriebs als Körperschaft des öffentlichen Rechts Städtische Werke Lübeck geändert in einen Eigenbetrieb der Stadt Lübeck als Teil der Stadtwerke Lübeck. Infolge des Luftangriffs auf Lübeck am 29. März 1942 war der Straßenbahnverkehr unterbrochen, nach wenigen Tagen wurden die Strecken nach Kücknitz, Herrenwyk und Schlutup aber wieder befahren, und im Laufe des Mai waren auch die Strecken der Altstadt wieder befahrbar. Nach dem Zweiten Weltkrieg wurde noch eine neue Strecke in die Hirtenstraße eröffnet und die Strecke zum Landgraben reaktiviert.
Mit der Zunahme des motorisierten Individualverkehrs verlor die Straßenbahn immer mehr Fahrgäste. Die hinsichtlich der Kapazität kleineren und flexibler einsetzbaren Busse des heutigen Stadtverkehrs Lübeck lösten die Straßenbahn nach und nach ab. So wurden ab Mitte der 1950er Jahre weitere Strecken stillgelegt. 1955 wurde der Betrieb auf der Strecke nach Moisling eingestellt, 1957 die Streckenäste in Richtung Landgraben und Hirtenstraße. Der Rest des Netzes blieb bis zum 15. November 1959 in Betrieb. Die neueren Wagen wurden zum benachbarten Straßenbahnbetrieb Kiel und zur Straßenbahn in Braunschweig abgegeben. Die dortigen Straßenbahnbetriebe hatten/haben die gleiche seltene Spurweite von 1100 mm.
Debatten um die Wiedereinführung eines Straßenbahnsystems in Lübeck wurden in der Vergangenheit, dem internationalen Trend seit den 1990er Jahren folgend, immer wieder geführt. Sie haben bislang jedoch keinerlei Ergebnisse erbracht, da auch der politische Wille zu dem Thema uneinheitlich ist. 2010 wurden 120.000 Euro für ein Gutachten zu der Problematik bewilligt.
Offene Gleisreste der früheren Straßenbahn sind nur sehr vereinzelt zu finden, unter anderem am Schlutuper Markt. Unter einigen Straßenbelägen befinden sich noch Gleise, die teilweise bei Sanierungsarbeiten sichtbar werden oder durch charakteristische Spurrillen im Asphalt erkennbar sind. Im Innenstadtbereich gibt es nach wie vor zahlreiche Oberleitungsrosetten an alten Gebäuden. Außerhalb der Altstadt existiert zudem noch das 1938 errichtete Transformatorenhaus an der Travemünder Allee, dessen geschnitzter Giebelschmuck im Stil der nationalsozialistischen Zeit zu großen Teilen erhalten ist.

## Liniennetz
Nach Einführung von Liniennummern am 1. Februar 1911 gab es folgende Linien:
| Linie | Strecke                                                                                |
| ----- | -------------------------------------------------------------------------------------- |
| 1     | Markt – Moislinger Allee                                                               |
| 2     | Schwartauer Allee – Bahnhof – Markt – Mühlentorplatz – Ratzeburger Allee               |
| 3     | Israelsdorfer Allee – Markt – Mühlentorplatz – Cronsforder Allee                       |
| 4     | Betriebshof Roeckstraße – Burgtor – Breite Straße – Mühlentorplatz – Cronsforder Allee |
| 5     | Marlistraße – Moltkeplatz – Hüxstraße – Markt – Fackenburger Allee – Krempelsdorf      |
| 6     | Moltkeplatz – Hüxstraße – Beckergrube – Bahnhof                                        |
| 7     | Fackenburger Allee – Vorwerker Friedhof                                                |

## Planungen zur Wiedereinrichtung
Nach der Einstellung der letzten Straßenbahnlinie 1959 und dem Abbau der Infrastruktur in den darauffolgenden Jahren gab es ab 2000 wieder mehrere Diskussionen eine Straßenbahn in Lübeck einzuführen. So war dies im Verkehrsentwicklungsplan von 2000 sowie im ersten und zweiten Regionalen Nahverkehrsplan als möglicher Systemwechsel vorgeschlagen.
Im Rahmen der Fortschreibung des Verkehrsentwicklungsplans und der zeitgleichen Erstellung des fünften Regionalen Nahverkehrsplans sollte erörtert werden inwieweit die Straßenbahn ein überwiegendes Potenzial hat. Dieses Teilgutachten wurde Ende September 2024 der Öffentlichkeit bereitgestellt.
Im Teilgutachten wurde ein Straßenbahnnetz mit vier Linien im 10-Minuten-Takt erörtert:
- Linie 1: Bad Schwartau – UKSH (Streckenlänge: 11,7 km)
- Linie 2: Cleverhof – Hochschulstadtteil (Streckenlänge: 11,4 km)
- Linie 3: Stockelsdorf – Eichholz (Streckenlänge: 9,6 km)
- Linie 4: Buntekuh – Marli / Kaufhof (Streckenlänge: 9,1 km)

Dabei hat das Gutachten gezeigt, dass eine Straßenbahn technisch möglich ist, auch wenn sie durch die Innenstadt fährt. Im Ergebnis ist eine Straßenbahn mit hohem technischem und finanziellem Aufwand auch in der Altstadt möglich (keine Oberleitungen). Im Vergleich mit dem bereits vorhandenen Bussystem mit zukünftig gesteigerter Taktfrequenz und Elektromobilität kommt die Potenzialstudie allerdings zu dem Schluss, dass mit einem völlig neu zu errichtenden Straßenbahnnetz insgesamt nicht nachweislich mehr zusätzliche Fahrgäste für den ÖPNV in der Region hinzugewonnen werden könnten.